# Тиаго Дутра
Тиаго да Силва Дутра (порт.-браз. Tiago da Silva Dutra; 17 сентября 1990, Граватаи, Риу-Гранди-ду-Сул) — бразильский футболист, полузащитник.

## Биография
Тиаго Дутра — воспитанник клуба «Гремио», за основной состав которого он провёл 1 матч в чемпионате штата Риу-Гранди-ду-Сул против «Веранополиса». После поражения со счётом 1:3, главный тренер команды, Селсо Рот, порекомендовал вернуть Дутру обртано в молодёжный состав. Одновременно с выступлением за «молодёжку» «Гремио», Дутра играл за сборные Бразилии до 17, до 19 и до 20 лет.
13 июля 2009 года Дутра был продан в испанский «Вильярреал» за 1,8 млн евро. В составе «Вильярреала» Дутра так и не дебютировал, более того, в один из дней он, без разрешения руководства, уехал обратно в Бразилию и провёл там несколько дней.
В августе 2009 года Дутра был отдан в аренду в израильский клуба «Маккаби» (Хайфа). 22 октября 2009 года Дутра дебютировал в Лиге чемпионов в матче с «Ювентусом», в котором вышел после перерыва, провёл 12 минут и получил красную карточку.